# Круг, Ирина Викторовна
Ири́на Ви́кторовна Круг (урождённая — Глазко, в замужестве — Воробьёва; род. 29 марта 1976, Челябинск) — российская эстрадная певица, исполнительница русского шансона, многократная обладательница премии «Шансон года», вторая жена и вдова Михаила Круга.

## Биография
Родилась 29 марта 1976 года в Челябинске в семье офицера и чертёжницы. С детства занималась в театральном кружке местного дома культуры, мечтала стать актрисой. Рано вышла замуж, родила в 1995 году дочь Марину. Позже пара развелась.
В 1997—1999 годах работала официанткой в челябинском ресторане «Малахит». В 1999 году познакомилась там с известным исполнителем русского шансона Михаилом Кругом. Он сразу предложил ей работать у него костюмершей: «Около года наши отношения не выходили за рамки. Всё было на строгой ноте. Он как будто присматривался ко мне, проверял. Не торопился с выбором. На тот момент он уже восемь лет как жил один. А через год он просто забрал меня к себе в дом со словами: „Всё, будем жить вместе!“». В 2001 году Михаил и Ирина заключили брак. 26 мая 2002 года родился сын Александр.
В ночь с 30 июня на 1 июля 2002 года Михаил Круг был убит неизвестными в собственном доме. После гибели Михаила друг семьи Владимир Бочаров, автор и исполнитель, сотрудничавший ранее с Михаилом, предложил Ирине исполнить несколько его песен, написанных в память о Михаиле. Так появился её первый альбом «Первая осень разлуки».
В 2005 году с отличием окончила Тверской государственный университет.
С 2006 по сентябрь 2020 года  была замужем за предпринимателем из Твери Сергеем Белоусовым (род. 7 января 1979 г.). 
25 сентября 2013 года у них родился сын Андрей Сергеевич Белоусов.

## Дискография

### Сольные альбомы
1. 2004 — «Первая осень разлуки»
2. 2006 — «Тебе, моя последняя любовь»
3. 2008 — «Красавчик»
4. 2009 — «Остров любви»
5. 2010 — «Я прочитаю в твоих глазах»
6. 2012 — «Любить не страшно»
7. 2013 — «Шанель»
8. 2015 — «Матёрая любовь»
9. 2017 — «Я жду»
10. 2020 — «Ты сердце и душа»
11. 2022 — «Я ношу твою фамилию»

### Дуэтные альбомы
1. 2007 — «Привет, малыш» (с Алексеем Брянцевым)
2. 2009 — «Букет из белых роз» (с Виктором Королёвым)
3. 2010 — «Если бы не ты» (с Алексеем Брянцевым)
4. 2011 — «История любви» (с Михаилом Кругом)
5. 2011 — «Городские встречи» (с Виктором Королёвым)
6. 2011 — «Роман» (с Виктором Королёвым)
7. 2014 — «Белые цветы» (с Кира Дымов, Алексей Брянцев, Виктор Королёв)

### Сборники
1. 2008 — «Лучшие песни (2CD)»
2. 2009 — «Моя королева (Лучшие песни)»
3. 2009 — «То, что было»
4. 2010 — «Все хиты (2CD)»
5. 2011 — «Любить не страшно»
6. 2011 — «Романсы»
7. 2011 — «Аллея шансона. Коллекция МК»
8. 2011 — «GRAND Collection»
9. 2011 — «Лучшее (2CD)»
10. 2013 — «50 лучших песен (Greatest Hits)»
11. 2013 — «Тебе, моя последняя любовь... (Лучшие песни о любви)»
12. 2014 — «История любви (Love Story)»
13. 2015 — «Дуэты»
14. 2015 — «Лучшие Песни О Любви (Deluxe Edition)»
15. 2015 — «Снежная королева» (винил)
16. 2016 — «Super Hits Collection»
17. 2017 — «Лучшие дуэты»
18. 2022 — «Русские Хиты»

### Синглы
1. 2016 — «Промежутки любви»
2. 2016 — «А ты меня люби» (feat. Edgar)
3. 2018 — «Ищи не ищи»
4. 2019 — «Твой дом» (& Олег Газманов)
5. 2019 — «Может по глупости»
6. 2020 — «Счастливы одинаково»
7. 2021 — «Подари любовь»
8. 2021 — «Гороскопы в огонь»
9. 2021 — «Счастье милое ушло...» (& Владимир Бочаров)
10. 2021 — «Москва-Владивосток» (& Ислам Итляшев)
11. 2021 — «Фамилия»
12. 2021 — «С праздником!»
13. 2022 — «Выберу себя»
14. 2022 — «Когда-нибудь растает лёд» (& Ислам Итляшев)
15. 2022 — «Огонь забытых мной цитат»
16. 2022 — «Как сквозь пальцы песок»
17. 2022 — «Сколько Нас Таких Красивых» (& Тамара Кутидзе)
18. 2023 — «День Ангела»
19. 2023 — «Одинокая Калина»
20. 2023 — «Все дороги ведут к тебе» (& Михаил Задорин)
21. 2023 — «Розы и любовь»
22. 2023 — «Мы с Тобой» (& Александр Круг)
23. 2024 — «Любовники»
24. 2024 — «Отмолю своё счастье»
25. 2024 — «Формула счастья»
26. 2025 — «Ты обнимай меня»
27. 2025 — «Северный ветер»
28. 2025 — «В белом агате»
29. 2025 — «Ребята» (& Александр Круг)
30. 2025 — «Красавчик' 2025»
31. 2025 — «За тобой» (& Георгий Кетов)

## Кинематограф
В телесериале памяти Михаила Круга «Легенды о Круге» (2013) роль Ирины Круг исполнила актриса Ольга Смирнова (Филимонова).

## Награды
Премия «Шансон года» в следующих годах:
- 2005 (за песню «Осеннее кафе»)
- 2009 («Пой, гитара»)
- 2010 («Напиши мне»)
- 2011 («Дом на горе»)
- 2012 («Тебе, моя последняя любовь»)
- 2014 («Любить не страшно»)
- 2015 («Я прочитаю в глазах твоих»)
- 2016 («Шанель (Выдумки в летнем саду)»)
- 2017 («Промежутки любви»)
- 2018 («Я жду»)
- 2019 («Ищи не Ищи»)
- 2021 («Вот и все» дуэт с Александром Кругом).
- 2023 («Огонь забытых мной цитат»)
- 2023 («Все дороги ведут к тебе» (дуэт с Михаилом Задориным) - специальный номер

Реальная премия MUSICBOX-2017 победитель в номинации «Городской романс».
Премия Яндекс. Музыки (2019 г.)

## Телепередачи
- Любовные истории (2003)

- Живут же люди! (19.11.2010)

- Пусть говорят (24.05.2016)

- Судьба человека (25.10.2017)

- Привет, Андрей! — «Вечер в компании Ирины Круг» (24.10.2020)

- Судьба человека (11/12.02.2021)